# عبد الحي أديب
عبد الحي أديب (22 ديسمبر 1928 – 10 يونيو 2007) هو كاتب سيناريو مصري، كتب العديد من الأفلام في تاريخ السينما المصرية إذ كتب سيناريو نحو 200 فيلم أولها باب الحديد عام 1958، وآخرها ليلة البيبي دول عام 2008.

## حياته
ولد عبد الحي أديب في الثاني والعشرين من ديسمبر من عام 1928 في مدينة المحلة الكبرى بمحافظة الغربية، والتحق بالمعهد العالي للفنون المسرحية الذي درس من خلاله في قسم التمثيل. ثم التحق بالعمل كمساعد مخرج للمخرج يوسف شاهين الذي قدم معه في عام 1958 فيله الأول باب الحديد، تأثر بأستاذه المؤلف الكبير أبو السعود الإبياري والذي سانده وساعد في اكتشافه ككاتب بعد أن جعله يشارك معه في كتابة العديد من أشهر أفلام السينما المصرية، وقدم بعد ذلك المزيد من الأعمال التي تميزت بالرصد الاجتماعي لكافة ظواهر المجتمع وهو ما بدأ في جميع أفلامه ومنها «الخبز المر» عام 1982، و«بيت القاضي» عام 1984، و«البدروم» عام 1987.
تزوج أديب من السيدة «بسيمة محمد الفخراني» في عام 1949 ورزق منها بثلاثة أولاد الأكبر هو الإعلامي والكاتب الصحافي عماد أديب الذي يرأس الآن شركة جود نيوز للإنتاج الفني، والأوسط فهو المذيع عمرو أديب مقدم برنامج الحكاية على قناة mbc مصر، أما الابن الأصغر فهو المخرج السينمائي عادل أديب الذي أخرج واحدا من أعمال والده وهو فيلم ليلة البيبي دول والذي انتهى من إخراجه في 2008 بعد وفاة والده.

## جوائز
حصل على عدد من الجوائز منها جائزة أحسن سيناريو عن فيلم «سعد اليتيم» من مهرجان جمعية الفيلم، وجائزة أحسن سيناريو من المهرجان القومي للأفلام الروائية عن فيلمه «ديسكو ديسكو»، كما وصل فيلمه «أم العروسة» إلى التصفيات النهائية للأوسكار في منتصف الستينات، كما شارك فيلمه «باب الحديد» في مهرجان برلين السينمائي الدولي في مطلع الستينات.

## وفاته
توفي صباح يوم الأحد 10 يونيو 2007 عن عمر يناهز 79 عاما في سويسرا حيث كان يعالج من مرض في القلب.

## أعماله

### الأفلام
- 1958: باب الحديد
- 1958: سلطان
- 1958: سواق نص الليل
- 1958: أبو حديد
- 1958: امرأة في الطريق
- 1959: فضيحة في الزمالك
- 1959: سمراء سيناء
- 1959: سر طاقية الإخفاء
- 1959: أبو أحمد
- 1960: نداء العشاق
- 1960: سوق السلاح
- 1960: العملاق
- 1961: لا تذكريني
- 1961: دماء على النيل
- 1961: جوز مراتي
- 1961: النصاب
- 1962: صراع الأبطال
- 1962: أنا الهارب
- 1962: آخر فرصة
- 1963: أم العروسة
- 1963: النشال
- 1963: العريس يصل غدا
- 1963: الساحرة الصغيرة
- 1964: مطلوب زوجة فورا
- 1964: لعبة الحب والجواز
- 1964: أنا وهو وهي
- 1964: العائلة الكريمة
- 1964: الجاسوس
- 1965: مغامرات في إسطنبول
- 1965: المماليك
- 1965: المشاغب
- 1965: الخائنة
- 1966: زوجة من باريس
- 1966: كنوز
- 1966: فارس بني حمدان
- 1966: صغيرة على الحب
- 1966: جناب السفير
- 1966: 30 يوم في السجن
- 1967: شباب مجنون جدا
- 1967: العريس الثاني
- 1967: أخطر رجل في العالم
- 1968: عثمان الجبار
- 1968: Vahşi Bir Erkek Sevdim
- 1968: سارق الملايين
- 1968: حواء والقرد
- 1968: بابا عايز كده
- 1968: النصابين الثلاثة
- 1969: رجل لا يعرف الخوف
- 1969: العميل 77
- 1969: العتبة جزاز
- 1969: الحرامي
- 1970: عريس بنت الوزير
- 1970: سفاح النساء
- 1970: أنت اللي قتلت بابايا
- 1970: Eyvah
- 1971: بلا رحمة
- 1972: طريق الانتقام
- 1972: The Tramp
- 1973: زوجتي من الهيبز
- 1973: أبناء للبيع
- 1974: حبيبتي
- 1974: أجمل أيام حياتي
- 1975: يوم الأحد الدامي
- 1975: مين يقدر على عزيزة
- 1975: لا تتركني وحدي
- 1975: شبان هذه الأيام
- 1975: بعت حياتي
- 1975: باي باي يا حلوة
- 1975: الأستاذ أيوب
- 1976: لا وقت للدموع
- 1976: شوق
- 1976: حافية على جسر الذهب
- 1976: الشيطان يدق بابك
- 1976: الحب الحرام
- 1977: مع حبي وأشواقي
- 1977: بص شوف سكر بتعمل إيه
- 1977: أونكل زيزو حبيبي
- 1978: ليالي ياسمين
- 1978: امرأة قتلها الحب
- 1978: امرأة في دمي
- 1978: البنت اللي قالت لا
- 1979: الملاعين
- 1980: فتوة الجبل
- 1981: مع تحياتي لأستاذي العزيز
- 1981: صراع العشاق
- 1981: الوحش داخل الإنسان
- 1981: العرافة
- 1982: الطاووس
- 1982: الخبز المر
- 1983: وحوش الميناء
- 1984: بيت القاضي
- 1984: أنا اللي قتلت الحنش
- 1985: سعد اليتيم
- 1985: تل العقارب
- 1987: المواجهة
- 1987: البدرون
- 1990: قضية سميحة بدران
- 1990: امراة واحدة لا تكفي
- 1993: ديسكو ديسكو
- 1996: استاكوزا
- 2000: الوردة الحمراء
- 2001: مذكرات مراهقة
- 2008: ليلة البيبي دول

### المسلسلات
- 1983: فيه حاجة غلط
- 1984: في قافلة الزمان

## وصلات خارجية
- عبد الحي أديب على موقع IMDb (الإنجليزية)
- عبد الحي أديب على موقع قاعدة بيانات الأفلام العربية
- عبد الحي أديب على موقع قاعدة بيانات الفيلم (الإنجليزية)